# Филипсројт
Филипсројт (њем. Philippsreut) општина је у њемачкој савезној држави Баварска. Једно је од 25 општинских средишта округа Фрејунг-Графенау. Према процјени из 2010. у општини је живјело 734 становника. Посједује регионалну шифру (AGS) 9272139.

## Географски и демографски подаци
Филипсројт се налази у савезној држави Баварска у округу Фрејунг-Графенау. Општина се налази на надморској висини од 840–1139 метара. Површина општине износи 10,2 km². У самом мјесту је, према процјени из 2010. године, живјело 734 становника. Просјечна густина становништва износи 72 становника/km².